# Luis Muñoz Marín

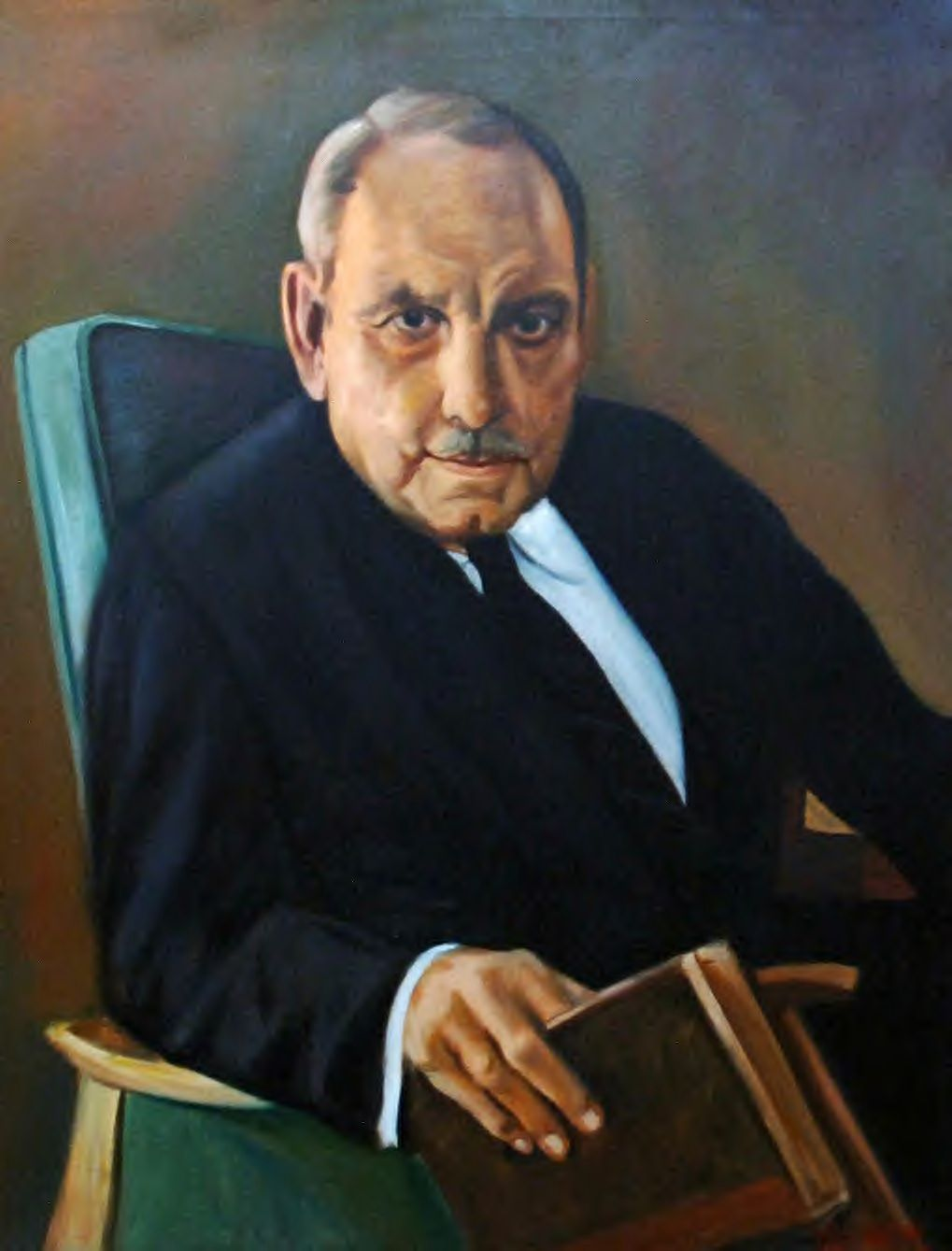
Luis Muñoz Marín

José Luis Alberto Muñoz Marín (* 18. Februar 1898 in San Juan; † 30. April 1980) war der erste demokratisch gewählte Gouverneur von Puerto Rico und gilt als eine der wichtigsten politischen Figuren des amerikanischen Kontinents im 20. Jahrhundert. Marin gehörte zu den Gründern der Partido Popular Democrático. Er arbeitete eng mit der Regierung der Vereinigten Staaten zusammen, um eine Verfassung für Puerto Rico zu schaffen, die die Grundlage für wirtschaftliche und politische Fortschritte darstellen sollte. Durch seine Leistungen in der 16-jährigen Amtszeit als Gouverneur erwarb er sich den Beinamen „Vater des modernen Puerto Rico“. Außerdem trat er als Dichter und Journalist in Erscheinung.

## Leben
Muñoz Marín wurde als Sohn von Don Luis Muñoz Rivera und Doña Amalia Marín Castilla in der 152 Calle de la Fortaleza im Hauptstadt-Bezirk Old San Juan geboren. Sein Vater gründete die Zeitung Puerto Rico Herald in New York und vertrat Puerto Rico seit 1910 als Resident Commissioner im US-Kongress. Luis selbst reiste in jungen Jahren oft in die Vereinigten Staaten.
1911 ging er zur Georgetown Preparatory School in Washington, D.C. und 1915 begann er sein Jura-Studium an der Georgetown University. Er musste jedoch wegen der Erkrankung seines Vaters, der am 15. November 1916 verstarb, nach Puerto Rico zurückkehren.
Am 1. Juli 1919 heiratete er die amerikanische Schriftstellerin Muna Lee, die aus Raymond, Mississippi stammte. Sie galt als führende Feministin der Südstaaten und als aufstrebende Autorin der panamerikanischen Poesie. Gemeinsam hatten sie zwei Kinder: Muna (auch: Munita) Muñoz Lee und Luis Muñoz Lee. Zeitweise Trennung durch Verurteilungen und seine Untreue führten zur Scheidung am 15. November 1946. Einen Tag später heiratete Muñoz Marín seine langjährige Geliebte Inés María Mendoza, mit der er bereits seit 1935 eine Affäre hatte.

## Politische Tätigkeit
1920 trat er in die Puerto Rican Socialist Party von Santiago Iglesias Pantín ein. In dieser Zeit sprach er sich für die Unabhängigkeit Puerto Ricos von den Vereinigten Staaten aus und sympathisierte mit den Arbeitern, die seiner Meinung nach von der Politik vernachlässigt wurden.
1932 wechselte er zur von Antonio R. Barceló gegründeten Liberalen Partei und gab deren Zeitung La Democracia heraus. Als Journalist prägte er den Ausspruch: „Die Presse kann die Regierung verbessern, aber die Regierung kann nicht die Presse verbessern.“ Am 13. März 1932 wurde er gemeinsam mit Barceló zum Senator gewählt. An Gouverneur Theodore Roosevelt, Jr. schrieb Muñoz Marín: „Ich bin radikaler Nationalist: dies aus Gründen der Moral und des kollektiven Stolzes, die nicht zur Diskussion stehen, und aus wirtschaftlichen Gründen, über die ich jederzeit zu diskutieren bereit bin.“
Nach einem politischen Streit mit Barceló musste er die Partei verlassen, woraufhin er die Gruppe Acción Social Independentista (ASI) gründete, die später als Partido Liberal Neto, Auténtico y Completo zur direkten Konkurrenz für Barcelós Liberale Partei wurde. 1938 wirkte Muñoz Marín bei der Gründung der Popular Democratic Party (PPD) mit. Er konzentrierte seine politischen Kampagnen auf die ländlichen Gegenden und kritisierte die gängige Praxis, Farmarbeiter durch Geld in ihrem Wahlverhalten zu beeinflussen. Während der Kampagne traf er seine spätere Ehefrau Inés María Mendoza. 1940 konnte die PPD einen knappen, aber überraschenden Sieg bei der Wahl zum Senat verbuchen, der seinen Aktivitäten zugeschrieben wurde. Muñoz Marín wurde daraufhin zum vierten Präsidenten des Senats gewählt.
In seiner Amtszeit als Senator setzte er sich für die Arbeiter in Puerto Rico ein. Gemeinsam mit Rexford G. Tugwell, dem letzten von den Vereinigten Staaten bestimmten Gouverneur, und einer republikanisch-sozialistischen Koalition im Repräsentantenhaus brachte er die Gesetzgebung zur Landwirtschaftsreform, wirtschaftlichen Erholung und Industrialisierung voran. Der Landbesitz einer Firma wurde gesetzlich beschränkt. 1944 konnte die PPD ihren Wahlsieg wiederholen.
Nachdem er sich lange Zeit für die Unabhängigkeit ausgesprochen hatte, änderte Muñoz Marín Mitte der 1940er Jahre seine Ansicht. Ein Grund für den Wechsel der politischen Philosophie könnte der vom US-Militär ausgeübte Zwang auf der Insel gewesen sein, die sich eine Abspaltung nach Vorbild der Philippinen nicht leisten konnte. Auch ein Treffen mit Offiziellen der US Navy im Jahre 1946 könnte dazu beigetragen haben. Seine Ablehnung der Unabhängigkeit verärgerte einige Mitglieder der PPD, die kurze Zeit später die Puerto Rican Independence Party gründeten, während Muñoz Marín die Bestrebungen bis zu seinem Tod offen ablehnte.
Die Aktionen der nationalistischen Partei unter der Führung von Pedro Albizu Campos, die beim Jayuya-Aufstand einen gewaltsamen Höhepunkt fanden, führten zum Bruch zwischen Muñoz Marín und den Nationalisten. Die Maßnahmen, die er zusammen mit der US-Regierung durchsetzte, darunter Zensur-Gesetze (Ley de la Mordaza), Verhaftungen für das öffentliche Tragen einer puerto-ricanischen Flagge und Tausende von Geheimdienstdossiers, wurden später als Verstöße gegen die Rechte der Verfassung gewertet.

### Amtszeit als Gouverneur
Nachdem der US-Kongress den Puertoricanern 1947 das Recht erteilt hatte, ihren eigenen Gouverneur zu wählen, übernahm Muñoz Marín am 2. Januar 1949 als erster diesen Posten. 1952, 1956 und 1960 wurde er wiedergewählt und war insgesamt 16 Jahre im Amt. Bei der Wahl 1960 verurteilten katholische Bischöfe die Wahl eines PPD-Kandidaten wegen der Politik bei Geburtenkontrolle und des Verbots religiösen Unterrichtes in öffentlichen Schulen als Sünde. In seiner Zeit als Gouverneur wurde eine konstitutionelle Versammlung einberufen, die eine Verfassung für Puerto Rico entwarf, die 1952 vom US-Kongress anerkannt wurde.
In den 1950er Jahren sorgte das Industrialisierungsprojekt Operation Bootstrap zusammen mit einer Agrarreform für eine beschleunigte Entwicklung von einer Agrar- zu einer Industriegesellschaft, die der Mittelschicht einigen Wohlstand brachte. In den 1960ern bremste die zunehmende Arbeitslosigkeit jedoch die zunächst als Wunder gefeierten Entwicklungsprogramme.
Muñoz Marín startete außerdem die Operación Serenidad mit Projekten zur Förderung von Bildung und Kunst.

### Nach dem Ausscheiden aus dem Amt des Gouverneurs
1964 überließ Muñoz Marín die Kandidatur seinem Staatssekretär Roberto Sánchez Vilella, der anschließend zum neuen Gouverneur gewählt wurde. Bis 1970 blieb er jedoch noch Abgeordneter im Senat von Puerto Rico. 1968 kam es zu einem Streit mit seinem Nachfolger, dem er eine weitere Amtszeit verweigerte. Sánchez kaufte daraufhin das Stimmrecht der Partido del Pueblo und kandidierte für diese Partei. Viele PPD-Mitglieder stimmten für ihn, was der PPD die erste Wahlniederlage einbrachte und Luis A. Ferré zum Gouverneur werden ließ.
Nach dem Ende seiner politischen Amtszeit reiste Muñoz Marín durch Europa und traf viele Politiker. 1972 kehrte er nach Puerto Rico zurück um die Kandidatur des Senatspräsidenten Rafael Hernández Colón, des neuen PPD-Führers, für das Gouverneursamt zu unterstützen.
1980 verstarb Muñoz Marín im Alter von 82 Jahren an den Folgen eines Schlaganfalls. Seine Beerdigung wurde zu einem Großereignis, das das Begräbnis seines eigenen Vaters in den Schatten stellte und von Zehntausenden begleitet wurde.

## Bedeutung und Ehrungen
In seiner Amtszeit als Gouverneur gab es immense Veränderungen in Puerto Rico, das sich von einer ländlichen in eine städtische Gesellschaft verwandelte. Die Anzahl der Puerto Ricaner der zweiten Generation in den kontinentalen Staaten ist nun mindestens so groß wie die auf der Insel. Die Autonomie ist so weit fortgeschritten wie nie. Er gilt auch als Vorbote des modernen Puerto Ricos.
Seine Gegner sehen jedoch eine faustische Anpassung des jugendlichen Idealisten und Nationalisten an die Macht der Vereinigten Staaten, der die Idee der Unabhängigkeit aufgab und stattdessen den kolonialen Status der Insel zementierte. Andere werfen ihm vor, dass er durch die Stärkung der Gastarbeiter in den Vereinigten Staaten und durch Maßnahmen der Familienplanung das Bevölkerungswachstum reduzierte.

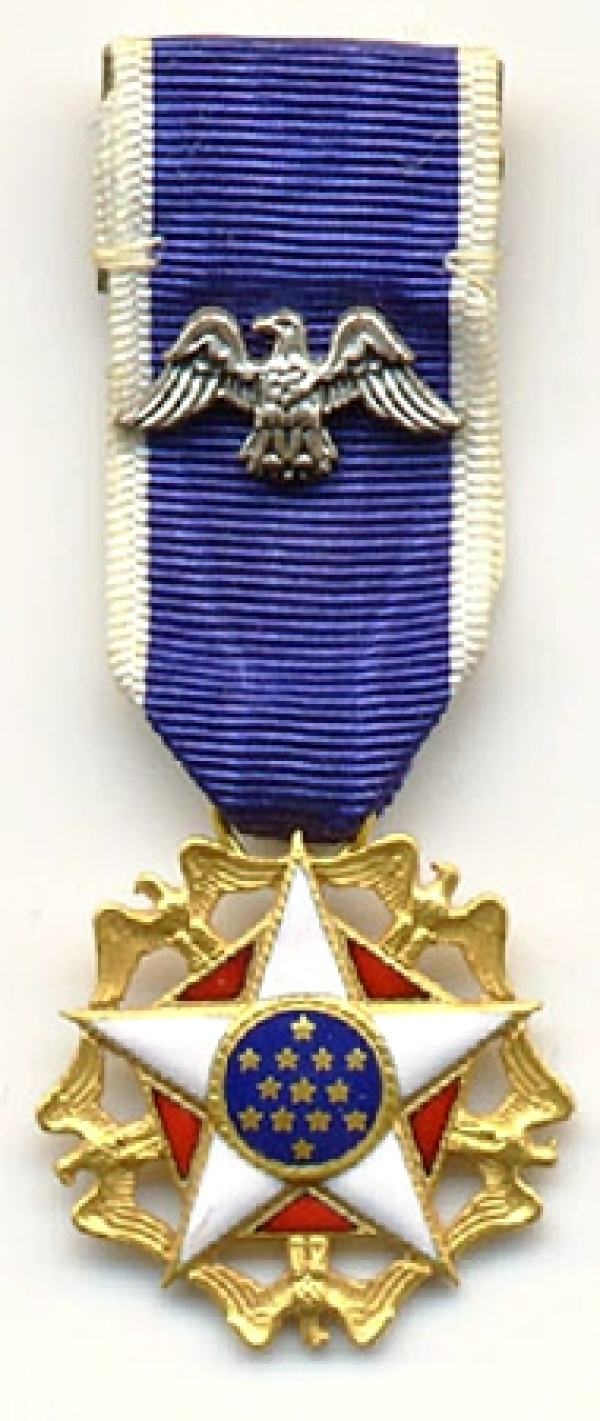
Presidential Medal of Freedom

US-Präsident John F. Kennedy zeichnete Muñoz Marín am 6. Dezember 1962 mit der Presidential Medal of Freedom aus. Das US-Magazin TIME veröffentlichte 1949 und 1958 zwei Titel-Geschichten über ihn und bezeichnete ihn als „einen der einflussreichsten Politiker der jüngeren Zeit, dessen Leistungen viele Jahre lang in Erinnerung bleiben werden“ (“one of the most influential politicians in recent times, whose works will be remembered for years to come”). 1957 erhielt er einen LLD vom Bates College.
Seine Tochter Victoria Muñoz Mendoza ist auch politisch aktiv und bewarb sich 1992 vergeblich um das Amt des Gouverneurs. Der zentrale Flughafen von Puerto Rico (Luis Muñoz Marín International Airport) und einige Bildungseinrichtungen sind nach Muñoz Marín benannt.